# Marie Logoreci
Marie Logoreci (23 de septiembre de 1920 - 19 de junio de 1988) era una actriz albanesa de cine y teatro. Empezó su carrera como cantante en Radiofónico Tirana (1945), antes de su aparición en la primera película El Gran Guerrero Skanderbeg (1953). Dado el éxito que tuvo en la película,  se convirtió en una actriz importante del cine albanés e icono del Teatro Nacional albanés.
Por sus contribuciones ha recibido títulos honoríficos: Artista del Pueblo de Albania (1975) y Orden "Honor de la Nación" (2015).

## Juventud
Ella nació en Shkodër, Albania bajo el nombre de Maria Çurçija. Su padre, Palok Çurçija, era artesano y su madre, Roza, era ama de casa. 
Más tarde, Marie Logoreci se unió al gimnasio. Ella estaba dotada para dibujar y cantar. Mientras cantaba, comenzó a acompañarse ella misma con una mandolina y una guitarra. Desde su infancia solo han sobrevivido 20 dibujos. Ella también ha aprendido italiano y montenegrino cuando era niña.
Lo que más trazó su alma fueron las narraciones populares, leyendas y canciones épicas del norte de Albania que escuchó en torno a su familia. Su conocimiento del folklore y la etnografía albaneses pronto sería su nueva pasión. Cuando tenía 17 años se mudó permanentemente a Tirana.
Se casó en Tirana con Kolë Logoreci, un economista que acababa de regresar de sus estudios en Viena. Como hobby, Kolë también fue miembro de Sociedad de Amigos de Música en Viena, durante casi cinco años recibiendo lecciones de violín. Kolë tuvo una excelente carrera como Jefe del Departamento de Presupuesto del Estado. También recibió el título alto de la Orden de Skanderbeg.
Kolë era el hijo del Mati Logoreci, un maestro y lingüista muy distinguido, un hombre de reputación social en su época. Él era un descendiente de la familia Logoreci, cuyo nombre data de los años 1300 con el nombre Logoreseos.

## Vida artística

### Cantante en Radiofónico Tirana
La vida artística de Marie empezó como cantante para Radiofónico Tirana en 1945 donde cantaba solo. Ella cantó canciones populares de Shkodër y Middle Albania en transmisión de radio en vivo. Mientras tanto, asistió a un estudio de canto de un año en el Liceo Artístico de Tirana bajo la guía de la soprano Jorgjia Filçe-Truja (Artista del Pueblo de Albania). Marie también hizo su aparición en varios conciertos con el Coro del Estadoen en Albania y Bulgaria . Ha cantado alrededor de 100 canciones diferentes en Radio Tirana durante los años 1945-1947.

### Actuación escénica
En 1947 fue una cantante líder con el Coro del Estado dando conciertos en giras en Albania y en el extranjero. Ese mismo año se le ofreció interpretar dramas como actriz principal en el Teatro Nacional de Albania.
Como actriz de teatro, ha llenado una vasta galería de personajes inolvidables, ya que por la forma en que los interpretó con maestría, la forma en que los expresó y manifestó. El rango de sus papeles principales es lo suficientemente amplio como para comprender personajes de bastante oponente entre sí en molde y psicología. Su actuación profesional alcanzó límites emocionales que oscilaron desde los lados brillantes de la psique humana hasta los rasgos más oscuros. Ella será inolvidable en los siguientes trabajos:
- Alisa Lengton, la caprichosa dama conservadora en la obra Deep Roots.
- Gertrudis reina de Dinamarca en Hamlet.
- Fatime, la mujer experimentó intrigas en la corte, servil y arrogante, en Halili y Hajria.
- Bernarda Alba, la dama oscura y fría del drama La casa de Bernarda Alba de Federico García Lorca.

Marie Logoreci ha actuado en 40 dramas escénicos. Todas sus representaciones de los dramas de Shakespeare es, de Molière es, de Federico García Lorca, así como los de los autores albaneses Kole Jakova, Ndreke Luca etc. Ella demostró sus capacidades artísticas particulares, y todo perfiló su retrato como un artista de individualidad, y refleja armonía entre su suplente y sus plásticos externos. Había logrado tener un claro conocimiento de la acústica; ella había logrado tal virtuosismo en sus acciones que reducían la distancia entre ella y el público. Su dinámica y su temperamento habían marcado su voz con un alto tono de entonación que era sugerente en sus representaciones teatrales.
La larga carrera de Marie como actriz le trajo el interés de intentar dirigir. Como directora de escena también ha hecho una importante contribución.

### Actriz de película
Marie fue una de las pioneras de las películas albanesas. Tuvo un papel en la primera película albanesa, una película corta de unos 12 minutos de duración, producida por Albanian Film Studio y Albanian Television. Los papeles de Marie en las películas manifiestan su particularidad y tienen su valor en la historia de la cinematografía albanesa. La primera película importante en la que actuó fue El Gran Guerrero Skanderbeg (The Great Warrior Skanderbeg). El papel más inolvidable desempeñado por ella en una película es el de "Loke" en "Toka Jone" (Nuestra Tierra).

## Su arte
Marie siguió siendo una gran actriz de teatro. Ella moldeó su arte observando la vida cuidadosamente. Ella acumuló suficiente experiencia para poder ingresarla más tarde en sus actuaciones. Frente a los espectadores, creó en el escenario el alma humana, el dolor, la protesta, la revuelta, el odio, el cinismo, la hipocresía y la astucia; ella les ofreció la magia de la obra, lo que el verdadero arte puede invocar. Su jerga artística era expresiva; sus gestos escénicos exigieron y se aplicaron con afecto magistral, y Marie dio vida a todas esas actuaciones que inscribieron su individualidad y estatura personal en el arte.
Marie Logoreci sobrevivió en los recuerdos de los amantes del arte como un ser humano sincero, una mujer de gran conocimiento y dominio del arte. Al mismo tiempo, muchos artistas jóvenes la recuerdan como alguien extremadamente agradable con quien hablar u obtener consejos.

## Filmografía
- 1953: El gran guerrero Skanderbeg  - (Luftëtari i madh i Shqipërisë Skënderbeu)
- 1957: Sus hijos - (Fëmijët e saj)
- 1958: Tana - (Tana)
- 1963: Tarea especial - (Detyrë e posaçme)
- 1964: Nuestra tierra - (Toka jonë)
- 1966: Rotundo en la costa - (Oshëtimë në bregdet)
- 1969: Unidad de guerrilla - (Njësiti guerril)
- 1973: Operación Fuego - (Operacioni Zjarri)
- 1976: El general del ejército muerto - (Gjenerali i Ushtrisë së Vdekur), TV
- 1978: En medio de la oscuridad - (Nga mesi i errësirës)
- 1978: La tostada de mi boda - (Dollia e dasmës sime)
- 1979: Pequeño escuadrón - (Çeta e vogël)

## Teatro
Más conocidas:
- 1947: Tartufo - (Tartufi ) - Elmira
- 1947: El asunto ruso - ‘(Çështja ruse’)  - Jessie
- 1949: Raíces profundas - ‘(Rrënjë të thella’)  - Alisa Lengton
- 1950: La trama de los condenados - (Komplloti i të dënuarve) - Christina Padera
- 1950: Halili Y Hajrija - (Halili ddhe Hajria)  - Fatima
- 1952: Seis amantes - (Gjashtë dashnorët) - Alyona Patrovna
- 1952:  El inspector general - (Revizori) - Señora Lukiç
- 1954: La Nuestra tierra - (Toka Jonë) - Loke
- 1957: Intriga y amor - (Intrigë e dashuri) - Señora Milford
- 1958: Las siete tierras altas - (Shtatë Shaljanët) - Tringa
- 1960: Hamlet - (Hamleti) - Gertrudis
- 1961: La casa de Bernarda Alba - (Shtëpia e Bernarda Albës) - Bernarda Alba
- 1962: La morale de Madame Dulska - (Morali i zonjës Dulska) - Tadrahova
- 1966: La gran Muralla - (Muri i madh) - Madre Jun
- 1966: El Perkolgjinajt - (Perkolgjinajt) - Mara
- 1967: Drita - (Drita) - Manushaqja - Dirigido por Marie Logoreci
- 1967: La muchacha de las montañas - (Cuca e maleve) - Prenda
- 1968: El techo de todos - (Çatia e të gjithëve) - La mujer vieja
- 1977: La gran inundación - (Përmbytja e madhe) - Gjela

## Premios y honorary títulos
- 1961: Artista de Mérito - (Artiste e Merituar)
- 1969: Orden de Naim Frashëri - (Urdhri "Naim Frashëri”)
- 1975: Artista del Pueblo - (Artiste e Popullit)
- 2015: Orden de Honor de la Nación - (Nderi i Kombit)